# Valkealan Kuisaari
Valkealan Kuisaari är en ö i Finland. Den ligger i sjön Vuohijärvi och i kommunen Kouvola i den ekonomiska regionen  Kouvola ekonomiska region  och landskapet Kymmenedalen, i den södra delen av landet, 150 km nordost om huvudstaden Helsingfors. Öns största längd är 1,5 kilometer i sydöst-nordvästlig riktning.